# Gustave Jansen
Gustave Benoît Joseph Janssen (Tessenderlo, 21 maart 1858 - Mol, 23 augustus 1932) was een Belgisch advocaat, vrederechter en politicus voor de Liberale Partij.

## Biografie
Gepromoveerd tot doctor in de rechten was Jansen eerst advocaat en later vrederechter (1883-1928).
In 1929 werd hij verkozen tot liberaal senator voor het kiesarrondissement Mechelen-Turnhout en hij vervulde dit mandaat tot aan zijn dood.